# Calliscelio mellicolor
Calliscelio mellicolor är en stekelart som först beskrevs av Nixon 1931.  Calliscelio mellicolor ingår i släktet Calliscelio och familjen Scelionidae. Inga underarter finns listade.